# Chiesa di San Giovanni Battista (Crevalcore)

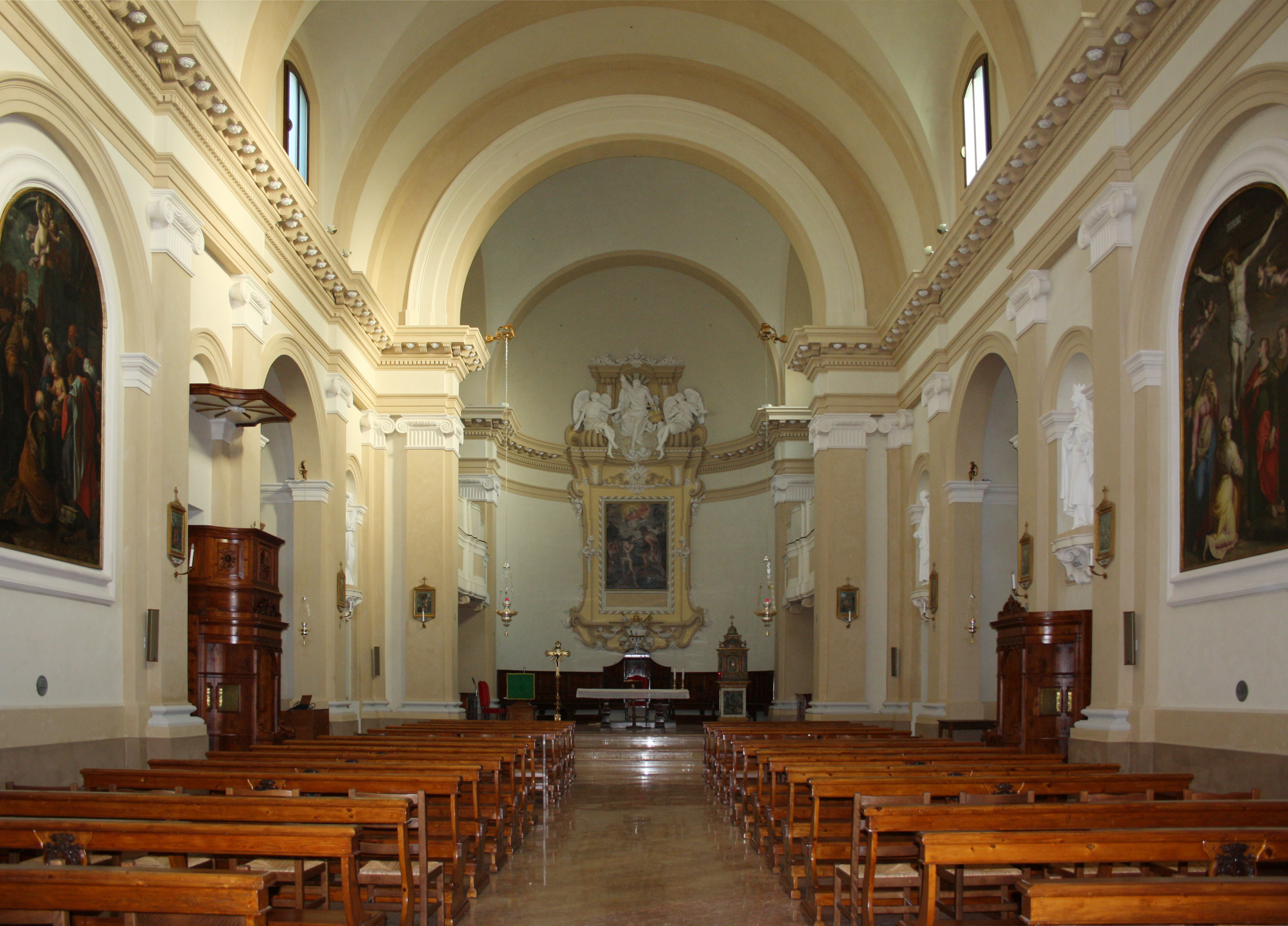
Interno della chiesa nel 2010

La chiesa di San Giovanni Battista è la parrocchiale di Palata Pepoli, frazione di Crevalcore nella città metropolitana di Bologna. Appartiene al vicariato di Cento dell'arcidiocesi di Bologna e risale al XVI secolo.

## Storia
La fondazione della chiesa risale al 1504, quando era soggetta al giuspatronato della famiglia Pepoli e in seguito a quello dei Torlonia.
Quando circa un secolo dopo venne riedificata mostrava un orientamento verso nord ed era dotata di quattro altari.
Tra il 1830 e il 1840 fu oggetto di restauri ed ampliamenti che riguardarono il presbiterio, la facciata e il sagrato. Da documenti del periodo la sala risultata avere un altare maggiore e due altari laterali.
Negli ultimi decenni del secolo, quando ai Pepoli subentrarono i Torlonia, fu possibile una nuova riedificazione e il progetto fu affidato all'architetto di fiducia del principe, il romano Carlo Nicola Carnevali. Sembra verosimile che parti della struttura precedente siano state mantenute.
Negli anni ottanta fu restaurata e le facciate esterne vennero solo in parte intonacate. Il presbiterio fu notevolmente modificato con una nuova pavimentazione e la rimozione della balaustra. Nel primo decennio del XXI secolo furono rifatte la copertura del tetto e la pavimentazione della sala. Poco dopo fu necessario intervenire con ulteriori restauri e, dopo la ristrutturazione successiva al terremoto dell'Emilia del 2012, la chiesa è stata riaperta al culto nel 2017.

## Descrizione

### Esterno
Il prospetto principale è in forme neoclassiche con due ali laterali a salienti. Sopra al portale incorniciato è posto lo stemma marmoreo della famiglia Torlonia e in asse, superiormente, si trova la grande lunetta che porta luce alla sala. Il fregio reca l'iscrizione latina: "In onore di San Giovanni Battista protettore di questa chiesa". La torre campanaria si trova in posizione arretrata e sul lato destro della struttura.

### Interno
La navata è unica con due cappelle laterali poste in prossimità del presbiterio. È scandita in tre campate definite da coppie di lesene con capitelli d'ordine ionico composito che racchiudono tra gli spazi delle pareti un armonioso ritmo alternato di nicchie (contenenti statue di profeti e di Zaccaria ed Elisabetta, genitori del Battista) e di maggiori archi ciechi con i dipinti. Attraverso l'arco santo si accede al presbiterio, leggermente rialzato, e la parte absidale mostra un catino decorato con stucchi e statue.